# Église évangélique luthérienne de Trieste
 (février 2020).
L'Église évangélique luthérienne de Trieste est un édifice religieux situé à Trieste, appartenant à la communauté évangélique de confession d'Augsbourg. 
Construite au XXe siècle sur un projet de Carl Johann Christian Zimmermann de style néogothique allemand, l'église est située à Largo Odorico Panfili, derrière le Palais de la poste, à Borgo Teresiano. 

## Histoire
Après que la ville de Trieste a été déclarée port franc, en 1717, les cinq premières familles de marchands luthériens sont arrivées, suivies par d'autres. En 1852, 70 846 habitants étaient enregistrés à Trieste, dont 2 353 appartenaient aux communautés évangélique, luthérienne et réformée. 
L'église luthérienne a été conçue à Breslau en 1870 dans le style néogothique allemand par l'ingénieur Carl Johann Christian Zimmermann et construite sous la supervision des architectes de Trieste Giovanni Andrea Berlam et Giovanni Scalmanini et de l'architecte Brisco de Wroclaw. Comme il s'agissait d'une zone où d'anciens marais salants étaient présents, le sol a dû être renforcé en plantant plus de 200 poteaux de chêne de 25 m de long. Construit sur ce qui s'appelait alors la Piazza dei Carradori, le bâtiment a été inauguré le 1er novembre 1874. Une grande partie de la place a ensuite été donnée par la communauté luthérienne pour la construction du lycée Dante. 
Dans les années 1983-1985, l'église luthérienne a été restaurée.

## Architecture
L'église néo-gothique, longue de 35 mètres et large de 22 mètres, s'inspire de l'Église Saint-Nicolas de Hambourg, construite en 1844 par George Gilbert Scott. 

## Images

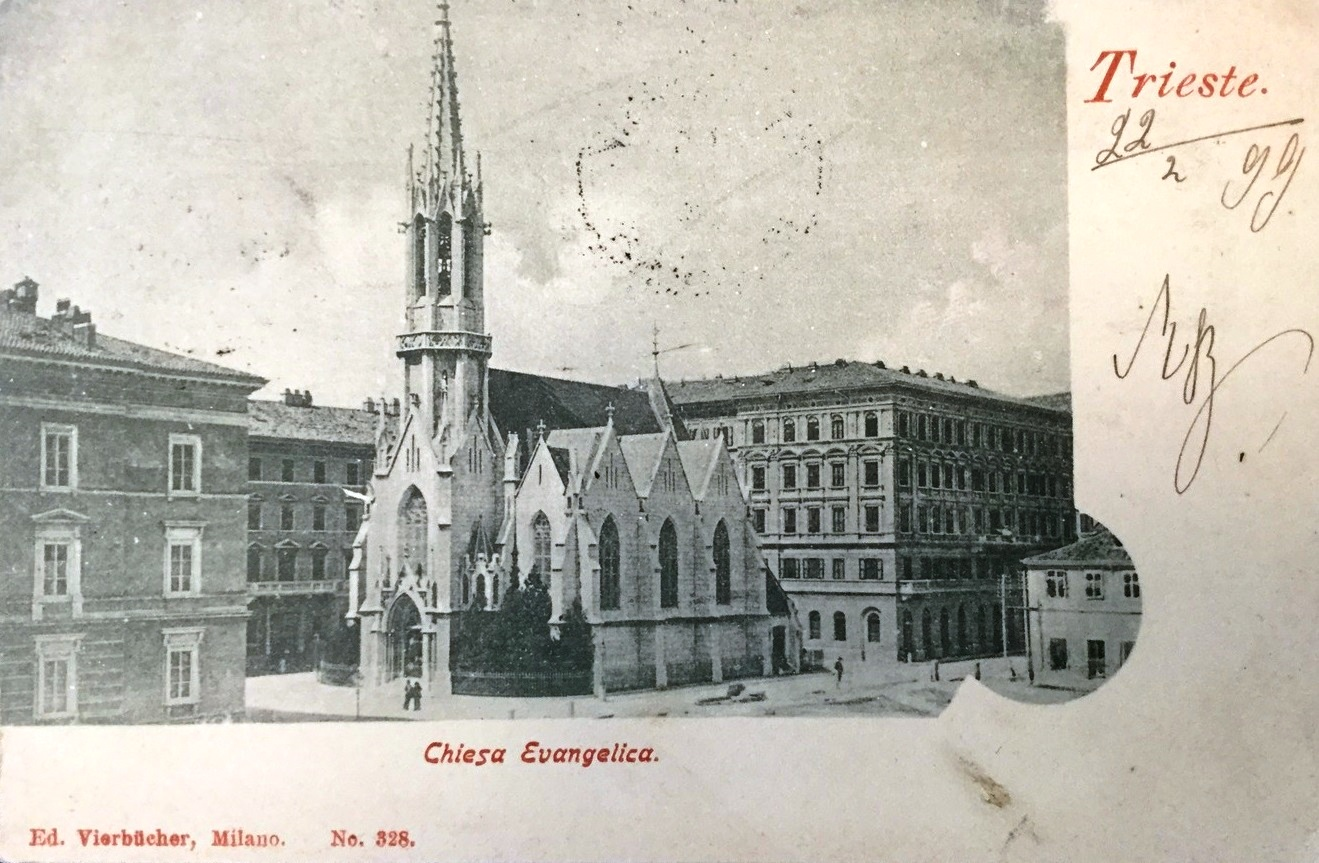
L'église au début du XXe siècle.
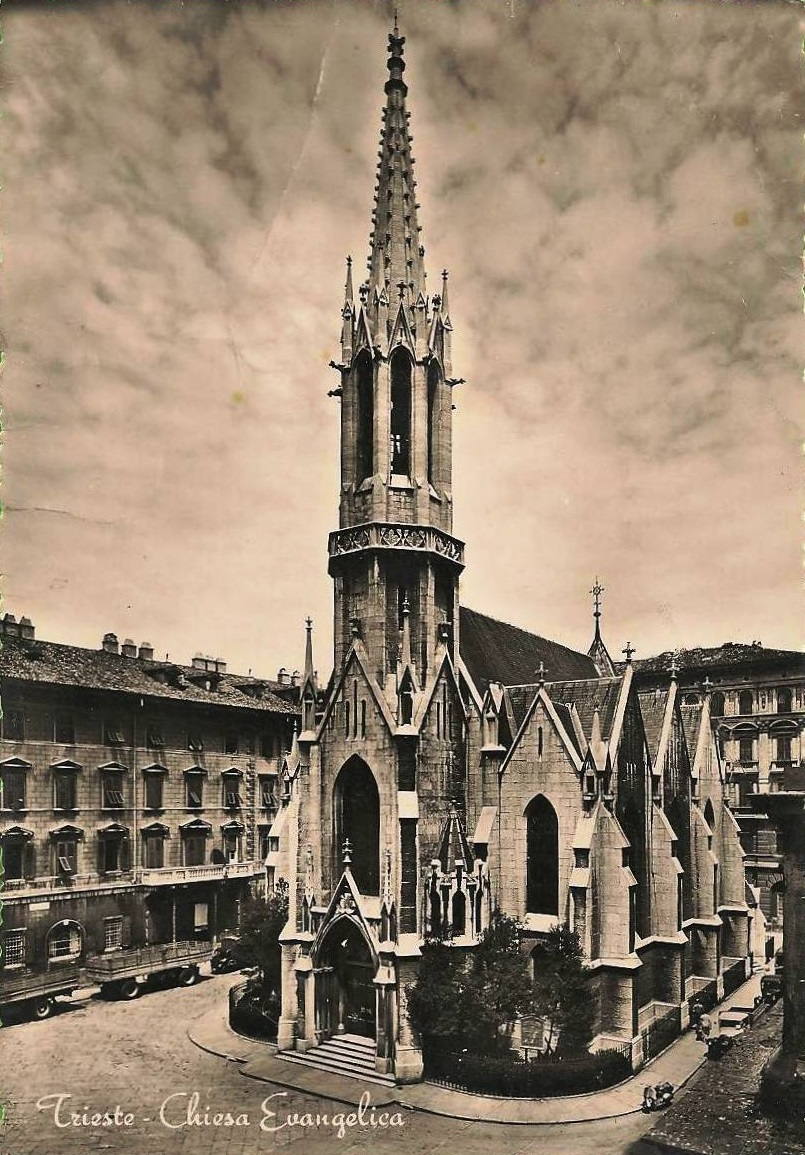
L'église dans les années 1960.
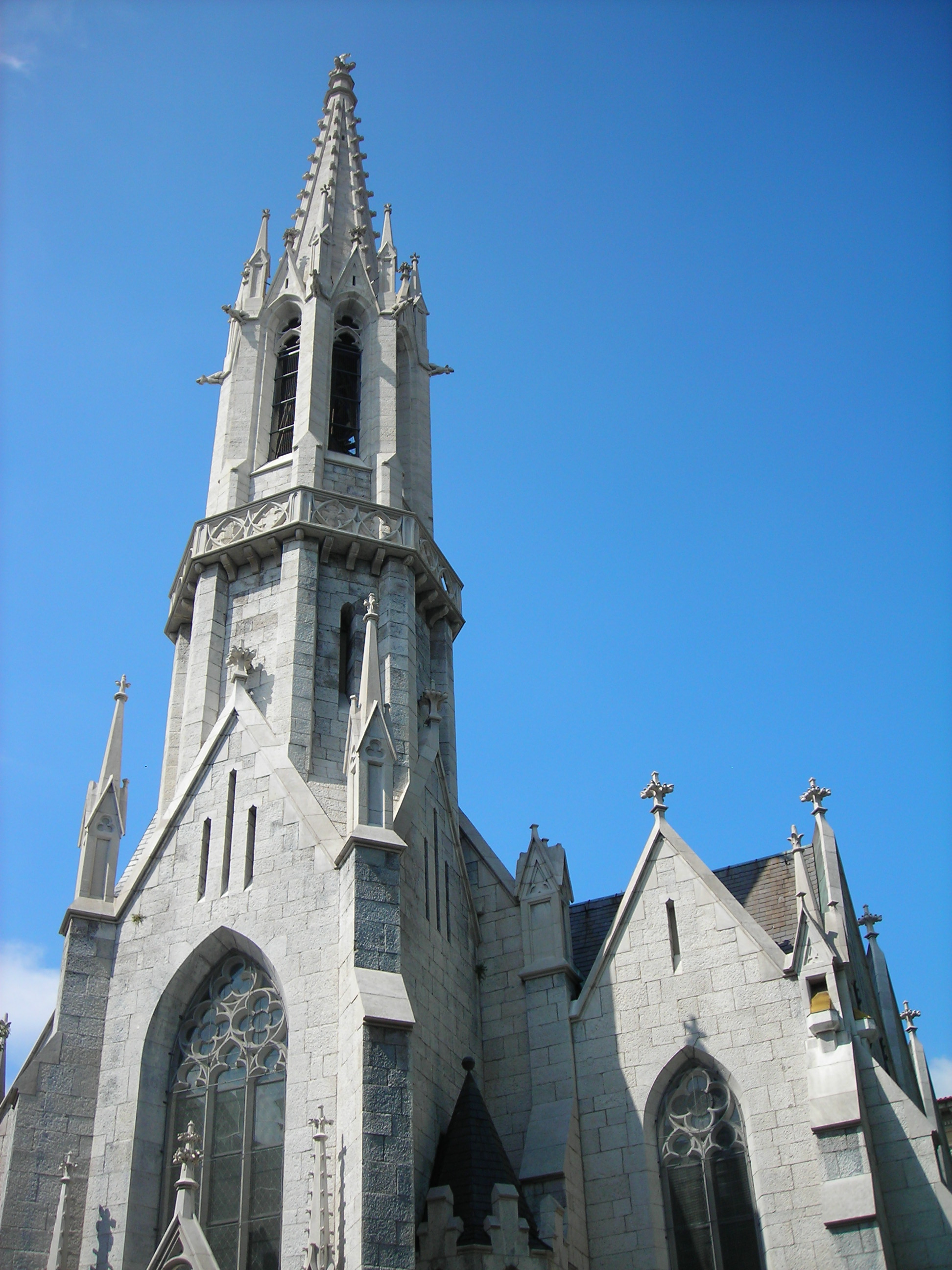
Détail du clocher.
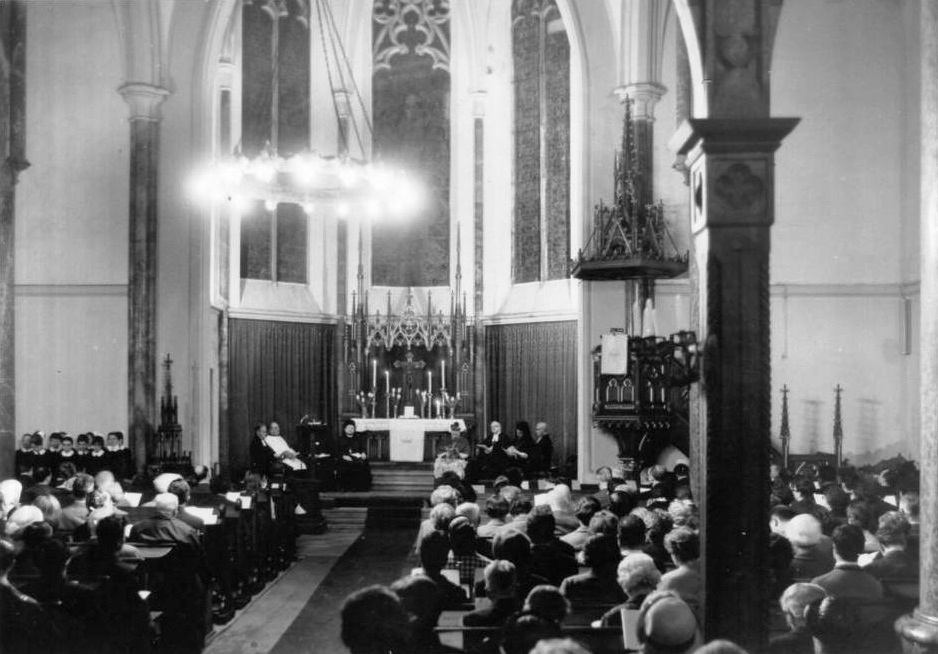
Rencontre œcuménique (1969).

## Articles associés
- Confession d'Augsbourg